# 抹香鲸
抹香鯨又称巨抹香鲸、卡切拉特鲸，是世界上最大的齒鯨。在體呈長圓柱型，頭部占身體比例約三分之一，背部後方有一連串隆起。胸鰭槳狀且短小，尾鰭呈三角形且比例大。身體側邊佈滿皺褶，下顎細長周邊唇線呈淺白色，僅下顎有外露的牙齒18-26對。外露噴氣孔在頭頂左側，因此左斜的噴氣是相當容易辨識的特徵之一。體呈長圓柱型，頭部占身體比例約三分之一，有明顯的雌雄二型性，雄性體型較大，成年體長約15-18公尺，體重約達40-50公噸。雌性成年體長約9-12公尺，體重約達20-30公噸。
抹香鯨與侏儒抹香鯨和小抹香鯨是親緣較相近，身體構造相似而在體型上有大小的差異。抹香鯨在動物王國中具有的“潜水高手”的美譽。根據目前的觀測紀錄抹香鯨可深潛到一千公尺多，但不排除抹香鲸有能力下潜更深。根據鯨豚穿戴式追蹤器的結果顯示，目前潛水最深記錄由柯氏喙鲸創造。在捕鯨年代中，抹香鯨因為頭部的鯨油應用廣泛，被視為獵捕的重要目標，捕捉數量是近期捕鯨中大型鯨被捕最多的一種。美國作家梅爾維爾的經典名著《白鯨記》，書中船長要獵捕的大鯨莫比·敵克就是一頭白色的抹香鯨。種名macrocephalus源自希臘文，意為「大頭」。抹香鯨另有一種名catodon，同種異名的情況過去曾引發長期的爭論，现macrocephalus為主流用語。 抹香鯨是全球分布的種類，有明顯的季節性遷徙，具有複雜的社會結構及豐富變化的溝通喀答聲。已知所有動物中抹香鯨的大腦最大，抹香鯨的大腦比人類的大腦要重五倍多。抹香鲸可以活70年甚至更長時間。

## 基本資料
抹香鲸是體型最大的齒鯨(也是最大的有牙捕獵動物)，主要吃魷魚，常出沒在水深超過一千公尺的地方，世界三大洋均可見到抹香鯨的身影，也有季節性的洄游習性。臺灣東部海域在夏季賞鯨時，也可看到抹香鯨出沒的紀錄。

## 外型特徵
抹香鲸的身型具有明顯的雌雄二型性，雄型的體型遠大於雌性，平均体长雌鲸約10-12公尺(體重約12-18公噸)，雄鲸14-18公尺(體重約40-60公噸)，部分極端大雄鯨體長可超過20公尺，體重超過70噸。是全世界體型最大的齒鯨。新生兒的體長約4公尺，重達1公噸。

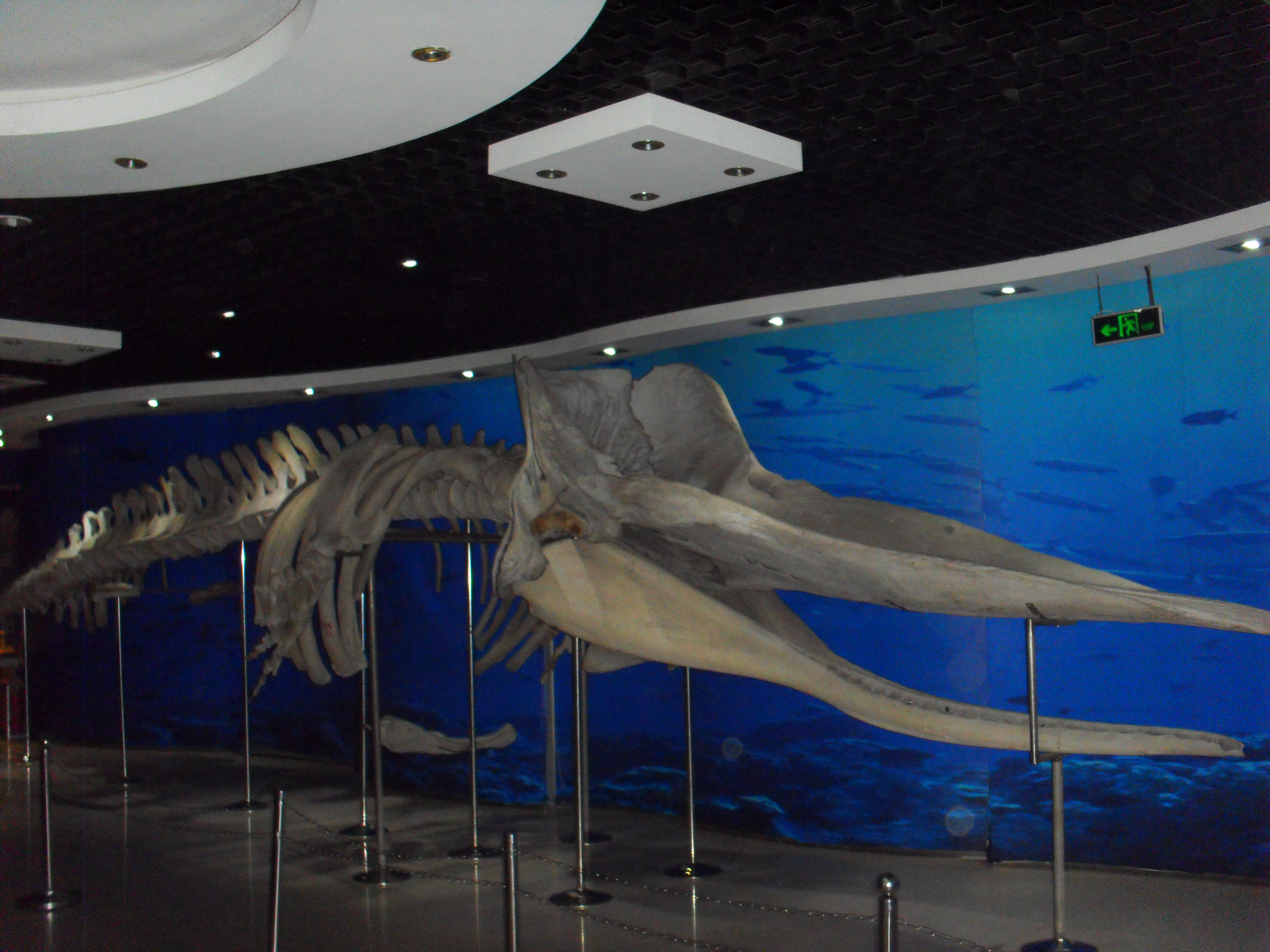
青岛水族馆的抹香鲸骨骼

与身軀比較，抹香鯨的頭部顯得不成比例的重而大，具有動物界中最大體積的腦，而尾部却显的短小，这使得抹香鲸的身躯比例則頭重尾輕。成年雄鯨的头部特別明顯，占身躯全長的四至三分之一，側看外表大致呈方体。它的鼻孔就位于这个巨大的长方体顶部左前方的两侧。抹香鲸只有左侧鼻孔畅通用来呼吸，而右侧的鼻孔则天生阻塞，因此抹香鲸在浮出水面呼吸时，噴氣柱以约45°角向左前方喷出; 這獨特容易辨別的抹香鯨噴氣，在距離兩公里外的海面即可輕易辨識。抹香鲸的下頷短小且狹窄，似棒狀，長度要比头部的上頷短，周邊有白色的唇線，由側面观看時不易分辨。它的下颌虽小但骨骼结实且强有力。下顎內側有二十至二十六對大而呈圓錐狀的牙齒，上顎沒有外露的牙齒，僅有埋於牙齦中小齒，或僅具牙槽。抹香鯨的牙齒為圓錐狀，成年鯨魚每顆牙齒可長達20公分重約１公斤，抹香鯨主要靠吸食吞入魷魚，牙齒在進食的功能上不強，而可能更多用在個體間的打鬥。此外，像其他的齒鯨一樣，抹香鯨的牙齒切片也具有一明一暗的齒質組成，可用作推估年齡。
抹香鯨具有很大的腦，體積可達八千立方公分，重約7.8公斤，超過人類大腦的五倍重。但是如果根據體型大小來標準化，則其腦化指數或腦部身體質量比並不高，甚至低於其他陸地上的靈長類。 但是，科學家發現抹香鯨具有複雜的社會結構，且具方言性的聲音溝通，具有文化傳承的能力。
身體中後段的皮膚表面通常有許多水平方向的摺皺，這點與其他鯨類平滑緊實的皮膚不同，肥胖個體的皮膚摺皺通常較不明顯。背部相對於背鰭的位置有低矮的隆起，其後有一連串較小的突陵一路延伸至尾鰭，尾柄厚實。胸鰭短而寬闊，尖端渾圓，尾鰭呈三角形，邊緣筆直。
抹香鯨背面肤色深灰至暗黑，在明亮的陽光下呈现为棕褐色。腹部银灰发白。上脣與下顎近舌頭部位為白色。側腹處通常有不規則的白色區塊。

## 分布
抹香鯨廣泛分布於全世界不結冰的海域，由赤道一直到兩極都可發現牠們的踨跡，其中以深且富生產力的海域為最，此類抹香鯨常出沒的地區過去捕鯨者習慣稱之為「基地」。
成年雄鯨與雌鯨的分布情形有明顯的不同，雌鯨通常棲息於水深1,000米以上、纬度40度以內的海域但在北太平洋可達北緯50度左右；雄鯨幼年時跟隨母親在熱帶海域生活，成長後會離群逐漸向較高緯度移動，體型越大、年齡越老的雄鯨，分布範圍也越偏高緯度，甚至會接近兩極浮冰地帶。雌鯨與未成年抹香鯨群通常會停留於1,000公里寬的區域內至少10年，而成年雄鯨移動情形寬廣的多。
臺灣東部海域在5-10月會有抹香鯨群洄游經過，雖然尚不能確定洄游路徑，但已經有幾隻抹香鯨在不同年間重覆經過。此外，西部台南四草與雲林嘉義一帶也有數次抹香鯨擱淺之紀錄。

## 習性

### 海面行為
因為抹香鯨的潛水時間很長，在海面上活動時間不多，但其特殊的外形與左斜的噴氣使其不易與其他大型鯨類混淆。兩次下潛的間隔抹香鯨會在海面漂浮或緩慢游動，外觀上很像巨大的漂流木；左傾約45度的噴氣低矮而呈樹叢狀。下潛前多半會弓身舉尾，此時可利用尾鰭的天然傷疤特徵來認識個體。有時有躍身擊浪或鯨尾擊浪的動作。

### 潛水
抹香鲸是哺乳動物中潛得最深的物種，16英尺（4.9）宽的大尾鳍可使他们加速，1分钟就能潛320米深，抹香鲸的呼吸一次氣可换掉体內85%的氣，但深潛前仍可見到多次的換氣，超大的肺活量可使他们潜到超過1000米深的海底，还可在水面下待1小時。

### 社會結構
長期穩定的雌鯨群構成抹香鯨社會的核心單位，此類小群可達12頭成年雌鯨，並伴隨其雌性與年輕雄性後代。雄鯨約4至6歲大、最遲在21歲過後會脫離出生家族獨自行動，年輕雄鯨常組成所謂的「單身漢族群」，參與者的體型與年齡多半相近，但個體間的聯繫不及上述的雌鯨群般緊密，且會隨著年齡增長而更加鬆散。年老雄鯨多半獨自在大洋中悠游，極少發現持續達1日以上的交流情形。整群的抹香鯨有時會在沙灘上擱淺。

### 社交行為
由於成年雄鯨會為了成為幼鯨和雌鯨群聚的群聚之主而互相競爭，因此頭部常會有嚴重的傷痕分布，有時會見到斷折的牙齒甚至是下顎，科學家認為個體間可能有激烈的爭鬥行為。不同的雌鯨群彼此遭遇時，似乎有藉著聲音來溝通連絡的情形。

### 逃跑與反擊
小說或電影裡常將抹香鯨描述成強壯威猛、會攻擊船隻的動物，但事實上抹香鯨面臨危險時，多半會選擇逃走。當抹香鯨意識到危機時，會將頭部探出水面浮窺，並緩慢地旋轉身體以看清周遭的情況，一旦確認有危險如虎鯨出沒時，牠們會很快地加速游離該海域或潛至深處，鯨群中只要有一頭逃走其他個體也會跟著行動。抹香鯨的泳速平均約為2至3節（1節相當於時速1.852公里），逃跑時的速度可能達7節，捕鯨時期曾有被追捕的抹香鯨以12節的速度狂奔的記錄。
有時候抹香鯨也會選擇反擊，文獻上關於捕鯨船遭抹香鯨攻擊甚至破壞的記錄所在都有。抹香鯨那龐大似鐵鎚的頭部與強而有力的尾部具有很大的破壞力，遭攻擊的船隻常有船壁被撞毀或遭鯨尾掀翻的情況，昔日的捕鯨小艇也曾有被盛怒的抹香鯨咬斷的記錄。

## 生殖
由於抹香鯨的成長速度緩慢，以及對後代長期的照料，因此牠們在被大量捕殺之後需要極為長久的時間才有可能恢復原有的族群數量。雌鯨約9歲大後性成熟，每4至6年才產一胎，較老的雌鯨生殖間隔可能更長。懷孕期至少在1年以上，可能長達18個月。雌鯨哺乳期至少2年，有時更長；曾在一頭13歲大的雄鯨與7歲的雌鯨胃中發現鯨乳。
繁殖地一般在南、北緯40度之間的熱帶與亞熱帶海域，雖然有部分交配行為在冬季中至夏季中發生，但大多數在春季：在北半球，交配期可能自1月一直到7月，而以3至5月為高峰；南半球的抹香鯨交配期在8月與12月之間，集中在10月。

### 護衛與禦敵
抹香鯨與部分鬚鯨一樣會有所謂的護衛行為，在一個雌鯨小群附近數公里處有時會發現有1至2頭成年雄鯨跟隨，可能在前方、側面或後方（情況较少）。原因可能跟爭取交配機會有關，不過當該雌鯨群遭遇危險時的確有提供保護的作用。
當雌鯨群面臨虎鯨威脅時，可能會擺出所謂的「車輪」圓陣，亦即成鯨圍成一個大圓，幼鯨被集中於圓心處保護，整體看來形似馬車的車輪。除了一般人容易想像的以頭朝向外敵的情況，尾部朝外的陣型也曾有發現記錄。

## 攝食與食性

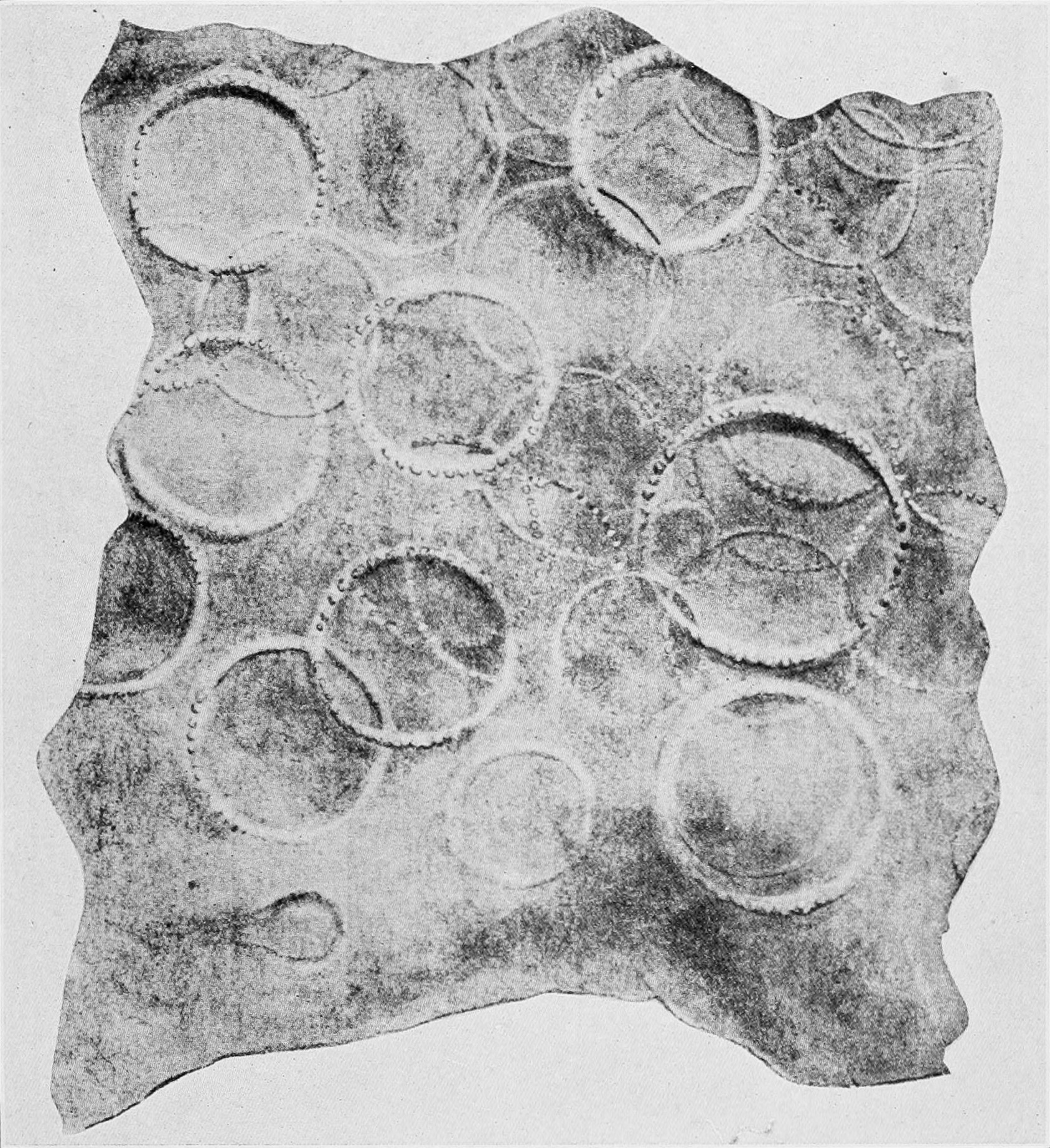
大王烏賊的吸盤在抹香鯨皮膚上留下的痕跡

一般認為抹香鯨主要在海底或附近區域覓食，以多種槍烏賊（squid）和深海魚為主要食物。雌鯨主要捕食重量在0.1至10公斤左右的槍烏賊，但也包括體型極為龐大的獵物，如為人所熟知的大王烏賊（或稱巨槍鰂）等；雄鯨同樣以槍烏賊為食，不過偏好獵物的體型通常更大，例如大王酸漿鱿。曾經在一頭抹香鯨的胃中發現一隻尚保持完整，長12公尺、重達200公斤的大王烏賊。在抹香鯨的嘴邊與身上有時會有類似被抓傷的刮痕與圓形的吸盤印痕，推測可能是與這類大型獵物搏鬥時，由槍烏賊觸鬚所留下的傷痕，曾有發現直徑達十公分的吸盤印痕的記錄。另外抹香鯨也會捕食章魚、烏賊和底棲性的魟、鯊魚，以及多種硬骨魚類，不過佔食物的比例不高。覓食時牠們常會吞下石頭、海綿、海鞘等其他非食物的物體。不同於其他大型鯨類有明顯覓食期的劃分，抹香鯨終年皆會進食，估計每天要消耗相當於體重3%至3.5%重量的食物。

### 聽覺與發聲
抹香鯨的聽覺相當靈敏，據說捕鯨時期的捕鯨者必須儘可能地保持安靜，才能夠接近在海面上休息的抹香鯨，即使是船槳敲擊小船所造成的音量都可能會驚動鯨群。抹香鯨最常發出的溝通聲音是一連串的滴答聲，稱為密碼曲(Coda)，不同的族群會使用不同的方言溝通。  另外也會和其他齒鯨一樣，以回音定位來探測環境與追蹤獵物，另有一說認為牠們會用聚焦的超音波來震昏獵物，不過目前還沒有足以支持的證據。

## 抹香鯨與人類
在尚未現代化的捕鯨時期，抹香鯨是極為重要的捕捉對象，一方面是因為牠們有品質很好的鯨油與鯨腦油，另一方面也因為當時的船隻以帆船為主，追不上大型鬚鯨，所以游速較慢且死後會浮在水上的抹香鯨與露脊鯨便成為捕鯨者的頭號獵物。

### 歷史記載
在古典時代晚期有一頭名叫「波菲利烏斯」的大型鯨魚，在公元6世紀時曾在東羅馬帝國首都君士坦丁堡附近海域騷擾並擊沉船隻（漁船、商船和軍艦）導致人員傷亡。由於對海運航线影響很大，這也驚動了帝國皇帝查士丁尼一世（527年－565年在位），因此他非常想捕获波菲利烏斯，尽管他无法想出办法做到。歷史學家認為這是一頭是一頭體型異常巨大的虎鯨
或者抹香鯨。最終波菲利烏斯在薩卡里亞河河口附近擱淺了，然後遭到當地居民的襲擊被砍成碎片並當場食用。

### 鯨腦油

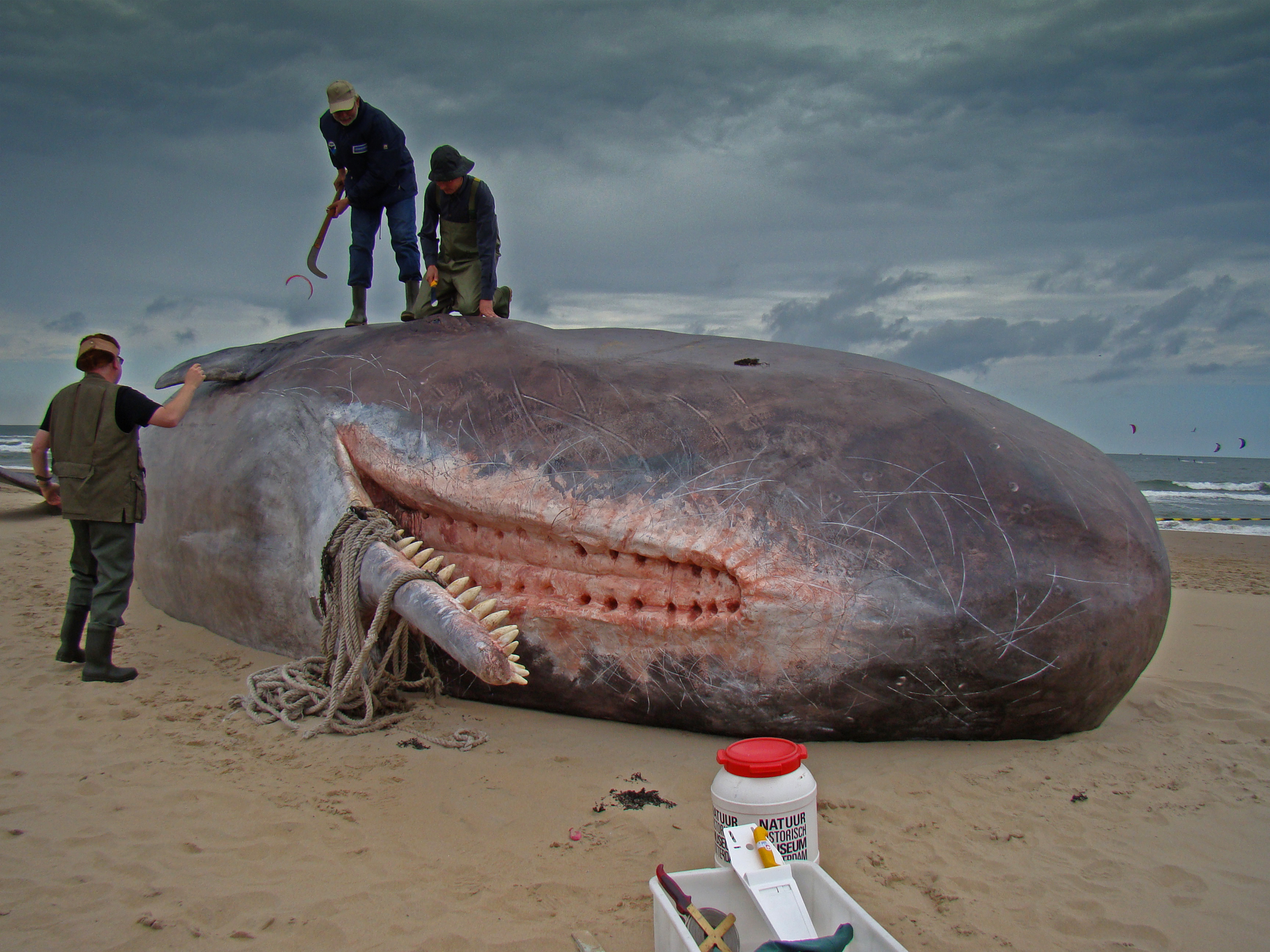
搁浅在岸上的抹香鲸

鯨腦油（spermaceti）又稱為鯨蠟，是一種白色的蠟狀物質，其名稱源自拉丁文sperma與ceti，意思分別是「精子、精液」與「鯨」，當初發現時被人誤以為是抹香鯨的精液。鯨腦油的主要成分是十六酸鯨臘醇酯（分子式C15H31COOC16H33），熔點攝氏42至50度，不過鯨腦油的實際熔點接近或略高於抹香鯨的體溫。
鯨腦油儲存於抹香鯨頭部稱為「抹香鯨腦油器」的腔室中，一頭抹香鯨的頭部可能含有1,000公升以上的鯨腦油。該器官與鯨腦油的功能目前還沒有確實的答案，一般認為抹香鯨會藉著增加局部血流量或吸入冰冷海水的方式，讓鯨腦油融解或凝固而改變比重，作為深潛與上浮時的浮力調節器。另有一說是腦油器官可能有類似透鏡聚焦的功能，與抹香鯨發射超音波有關。
自人類開始捕捉抹香鯨以來，鯨腦油就被視為重要商品，最初供作蠟燭，後來主要用於製造潤滑油。

### 龍涎香
龍涎香（Ambergris）是一種偶爾會在抹香鯨腸道裡形成的臘狀物質，主要用於香水的固定劑。其名稱源自古法語ambre gris，意為「灰色琥珀」，與之相對的是ambre jaune，「黃琥珀」，也就是真正的琥珀（amber）。《星槎胜览》记载：“龙涎屿，独然南立海中，波击云腾，每至春间，群龙所集，于上交戏，而遗涎味……其龙涎初若脂胶，黑黄色，颇有鱼腥之气，久则成就土泥。”大多數的龍涎香都是在抹香鯨的大腸中發現，不過也曾在小腸中找到小碎塊，推測它最初應該是在小腸中形成。體內有龍涎香的抹香鯨比例約僅1%至1.5%，一般認為它是槍烏賊的嘴喙在腸道消化後剩餘的殘渣，嘴喙不會被胃酸消化，胆囊能够大量分泌蠟質进入胃内将这些嘴喙包裹住，但確實的形成原因目前仍不清楚。
龍涎香的外觀呈暗褐色，內部則為淺黃至灰色，重量由0.1至10公斤不等，已知最大的龍涎香是在1953年12月21日，由一頭在南半球捕殺的14.9公尺長的雄抹香鯨體內取得，重達420公斤。龍涎香的比重約0.73至0.95，因此被抹香鯨排出體外後會浮在海面上，偶然情況下會如傳聞般被海浪沖上沙灘，不過目前有留下記錄的龍涎香絕大多數都是商業捕鯨時代由抹香鯨體內取得的。
分析龍涎香的化學組成，其中約25%至45%是一種稱作龍涎香醇（ambrein，分子式C30H51OH）的物質，它造就了龍涎香的特殊性質。新鮮的龍涎香常因沾有抹香鯨的糞便而有刺激性的臭味，但待其熟成後會產生類似麝香的氣味。
龍涎香早在九世紀時的伊斯蘭世界就是貴重商品，用作薰香、催情劑、香料與特殊藥材等，當時龍涎香被視為一種神祕的物質。1574年一位法蘭德斯的植物學者Carolus Clusius首度提出龍涎香是鯨類消化道殘餘物的理論，此學說得等到1712年美國開始大量捕捉抹香鯨以後才普遍為人所接受。到了二十世紀，可取代龍涎香的化學合成物質問世。

### 保育現狀
比起那些已瀕臨滅絕的大型鬚鯨，抹香鯨的處境似乎好上許多，現今世上估計仍有十多萬頭抹香鯨，其食物來源並非人類漁業的主要目標，而牠們位於較深海域的棲地在汙染與人類破壞上也比較輕微。然而，捕鯨的後遺症已開始浮現。過去捕鯨者會選擇性的捕捉體型較大的成年雄性，雄鯨大量被捕殺的結果可能減少懷孕率並增加雌鯨、幼鯨群遭虎鯨攻擊的可能性；另外有研究發現抹香鯨族群之間的基因歧異度異常地少，原因可能也跟雄鯨大量被捕殺有關。今日對抹香鯨最主要的威脅是漁具纏繞與船隻的碰撞意外。